# Majorette (modellismo)
Majorette è un marchio francese di automodelli.

## Storia

### Nascita
La nascita dell'azienda risale al 17 ottobre 1961 quando la "Rail-Route Jouets" venne immatricolata nel registro della camera di commercio di Lione da Émile Véron, fratello di Joseph Véron, proprietario della Norev.

Nel 1966 mutò definitivamente il nome sociale in Majorette.
Nei primi anni, la reperibilità delle Majorette fu limitata.

Furono spesso utilizzate come modelli promozionali da vari rivenditori.
La qualità complessiva dei prodotti offerti a cavallo degli anni '60 e '70 fu buona, tant'è che la Majorette si guadagnò la reputazione di produrre modelli piuttosto dettagliati.

Buona parte dei modelli, la cui scocca ed il telaio erano realizzati in metallo, avevano in dotazione portiere o cofani apribili, adottando parti di plastica traslucida e soprattutto un sistema di sospensioni che caratterizzò il marchio.

### La"Serie 200"
Negli anni Settanta un cambio di strategia di marketing portò il marchio a produrre modelli di realismo inferiore,  ma più attraenti per i bambini.

Fu l'era della cosiddetta "serie 200", che divenne un successo commerciale.

Le riproduzioni di automobili francesi occupavano poco meno di un terzo della gamma prodotta.

Memorabili furono i modellini della Renault 5 turbo (in scala 1/53 n°255) e della Citroën CX (in scala 1/60 n°265).
Ecco alcuni dei modelli della serie 200 degli anni ottanta.
- 210 Volkswagen Golf 1/60
- 230 Renault 4L 1/55
- 234 Simca 1100 TS 1/60
- 235 Citroen Acadiane 1/60
- 237 Lamborghini 1/56
- 238 Peugeot 604 1/60
- 239 Fiat Ritmo 1/53
- 240 Simca 1308 1/60
- 247 Porsche 924 1/60
- 249 Mercedes 450 SE 1/60
- 252 Renault 4JP 1/47
- 255 Renault 5 Turbo 1/53
- 256 BMW 733 1/60
- 264 Renault Alpine A310 1/55
- 265 Citroën CX 1/60
- 266 Renault 18 1/60
- 275 Renault 11 1/54
- 277 Toyota 1/53
- 280 Renault 5 1/51
- 281 Peugeot 205 GTI 1/53
- 212 ‘’’ford mustang xr3 svo’’’ 1/59

### Il successo su scala mondiale
Nel 1977, con l'ingresso in borsa, la Majorette rilevò una parte della produzione della Solido.

Fu l'inizio del periodo più luminoso della storia del marchio che acquisì importanza mondiale: malgrado la concorrenza della Matchbox e della Hot Wheels iniziò a distribuire anche negli Stati Uniti.

Per tutti gli anni Ottanta, la Majorette arrivò a produrre fino a 400 000 modelli al giorno, commercializzandoli in 60 paesi.
Negli stessi anni la "Majorette Distribution SA" iniziò a distribuire anche i prodotti Solido, Verem, Majorette-Pub e Solido-Pub.

Furono tali i successi dell'azienda lionese che, Émile Véron decise di lanciarsi nella carriera politica, progettando di presentarsi alle elezioni presidenziali del 1988.

### Il declino
Gli anni Novanta segnarono però il declino del marchio.

La produzione venne delocalizzata in Thailandia ed i modelli persero non solo l'orgoglio di essere Made in France, ma anche la qualità: la base in metallo venne rimpiazzata con una dozzinale plastica nera (al pari comunque di altri storici marchi come Matchbox, Bburago e Hot Wheels) perdendo oltre all'appeal visivo, anche il loro caratteristico peso e la loro solidità.
Fu il sinistro segnale di un dissesto finanziario e di un inevitabile fallimento: la liquidazione alla Idéal Loisirs nel 1993 e la successiva vendita alla tedesca Triumph-Adler AG non restituirono lustro al marchio.
Majorette venne nuovamente liquidata nel 2000 e la produzione arrestata nel 2002.

### La situazione attuale
Il marchio è attualmente di proprietà della Smoby che ne ha rilanciato la produzione in Thailandia, con modelli molto ben curati dal punto di vista della verniciatura, differentemente dai modellini Majorette prodotti nello scorso decennio.

I modelli prodotti negli anni Novanta, specialmente quelli costruiti in Thailandia, lamentavano una verniciatura di consistenza decisamente inferiore rispetto ai modelli prodotti Made in France. I modelli uscivano dalle linee di produzione già con piccole fastidiose mancanze di colore o addirittura con assemblaggi di plastiche e sospensioni incompleti o errati, rendendole poco appetibili per i collezionisti. 

Tra i modelli attualmente prodotti anche alcune riproduzioni di automobili Fiat, talvolta utilizzate dal gruppo torinese a scopo promozionale.